# Thailändische Badmintonmeisterschaft 1981 (TBF)
Die Thailändische Badmintonmeisterschaft 1981 des Verbandes TBF fand vom 15. bis zum 18. Oktober 1981 in Bangkok statt.

## Medaillengewinner
| Disziplin    | Gold                                          | Silber                           | Bronze                                       |
| ------------ | --------------------------------------------- | -------------------------------- | -------------------------------------------- |
| Herreneinzel | Surapong Suharitdamrong                       | Udom Luangpetcharaporn           | Thanasrivan-chia                             |
| Herreneinzel | Surapong Suharitdamrong                       | Udom Luangpetcharaporn           | Arkapom Sriratanakul                         |
| Dameneinzel  | Phanwad Jinasuyanont                          | Vilailak Chauycham               | Darunee Lertvoralak                          |
| Dameneinzel  | Phanwad Jinasuyanont                          | Vilailak Chauycham               | P. Chantaping                                |
| Herrendoppel | Surapong Suharitdamrong Pinit Boonoon         | Pachimanond Tirakornvisetpakdi   | Wichit Assavanapakas Somchai Leea Nansaksiri |
| Herrendoppel | Surapong Suharitdamrong Pinit Boonoon         | Pachimanond Tirakornvisetpakdi   | Kriangsak Traiwekin Sakchai Thanasriwanijai  |
| Damendoppel  | Sanguanari Kasayapanand Supee Rotbawarawitaya | Sumol Thipawong Porntip Buntanon | D. Akom S. Hathanasiri                       |
| Damendoppel  | Sanguanari Kasayapanand Supee Rotbawarawitaya | Sumol Thipawong Porntip Buntanon | Vilailak Chauycham Darunee Lertvoralak       |